# Hintere Karlesspitze (Ötztaler Alpen)
De Hintere Karlesspitze is een 3160 meter hoge bergtop in de Ötztaler Alpen op de grens tussen het Oostenrijkse Tirol en het Italiaanse Zuid-Tirol.
De berg ligt in de Weißkam aan de westelijk rand van de Weißseeferner en vormt het beginpunt waarvandaan in westelijke richting de Schwarzwand loopt, waarvan de hoogste top 2769 meter meet. De Hintere Karlesspitze ligt ongeveer twee kilometer ten zuidwesten van het einde van de Kaunertaler Gletscherstraße door het Kaunertal. Vanaf dit eindpunt op 2750 meter hoogte loopt een sleeplift de Hintere Karlesspitze op ter ontsluiting van de noordoostelijke helling van de berg voor het skiën. Een beklimming van de berg vanaf het station op 2750 meter hoogte tot de top neemt anderhalf tot twee uur in beslag.
De bergtop behoort samen met de naburige, 3230 meter hoge Vordere Karlesspitze tot de zogenaamde Falginer Karlesspitzen. Deze Hintere Karlesspitze moet niet worden verward met de gelijknamige berg in de Stubaier Alpen.